# 贝瑛仁
贝瑛仁（1929年—），男，浙江义乌人，中国画家，一级美术师，曾任中国美术家协会理事。